# قرار مجلس الأمن التابع للأمم المتحدة رقم 1155
قرار مجلس الأمن التابع للأمم المتحدة رقم 1155، المتخذ بالإجماع في 16 آذار / مارس 1998، بعد إعادة التأكيد على القرارات 1125 (1997)، 1136 (1997) و1152 (1998) بشأن الحالة في جمهورية أفريقيا الوسطى، أذن المجلس باستمرار مهمة بعثة البلدان الأفريقية لرصد تنفيذ اتفاقات بانغي في البلاد حتى 27 مارس 1998.
أشاد مجلس الأمن ببعثة المراقبة التابعة لبعثة الدول الأفريقية لإسهاماتها في تحقيق الاستقرار في جمهورية أفريقيا الوسطى، بما في ذلك تسليم الأسلحة. ومددت البلدان المشاركة في البعثة ولايتها حتى 15 نيسان / أبريل 1998، من أجل ضمان الانتقال السلس إلى بعثة لحفظ السلام تابعة للأمم المتحدة في البلد. وشدد أيضاً على حاجة جميع الأطراف في اتفاقات بانغي إلى تنفيذها بالكامل.
بموجب الفصل السابع من ميثاق الأمم المتحدة، سُمح للبلدان المشاركة في البعثة بضمان أمن وحرية تنقل أفرادها حتى 27 آذار / مارس 1998. وفي ذلك التاريخ، سيتخذ مجلس الأمن قرارًا بشأن إنشاء بعثة لحفظ السلام في البلاد.

## روابط خارجية
- نص القرار في undocs.org